# بروانسبدرا
شهر بروانزبردادر ایالت زاکسن-آنهالت در کشور آلمان واقع شده‌است.